# Tmesiphantes
Genre
Synonymes
- Magulla Simon, 1892
- Melloleitaoina Gerschman & Schiapelli, 1960

Tmesiphantes est un genre d'araignées mygalomorphes de la famille des Theraphosidae.

## Distribution
Les espèces de ce genre se rencontrent au Brésil, en Argentine et au Pérou.

## Liste des espèces
Selon World Spider Catalog (version 23.5, 10/09/2022) :
- Tmesiphantes amadoi Yamamoto, Lucas, Guadanucci & Indicatti, 2007
- Tmesiphantes amazonicus Fabiano-da-Silva, Guadanucci & DaSilva, 2019
- Tmesiphantes aridai Gonzalez-Filho, Brescovit & Lucas, 2014
- Tmesiphantes bethaniae Yamamoto, Lucas, Guadanucci & Indicatti, 2007
- Tmesiphantes brescoviti (Indicatti, Lucas, Guadanucci & Yamamoto, 2008)
- Tmesiphantes buecherli (Indicatti, Lucas, Guadanucci & Yamamoto, 2008)
- Tmesiphantes caymmii Yamamoto, Lucas, Guadanucci & Indicatti, 2007
- Tmesiphantes crassifemur (Gerschman & Schiapelli, 1960)
- Tmesiphantes guayarus Fabiano-da-Silva, Guadanucci & DaSilva, 2019
- Tmesiphantes hypogeus Bertani, Bichuette & Pedroso, 2013
- Tmesiphantes intiyaykuy Nicoletta, Ferretti, Chaparro & West, 2022
- Tmesiphantes janeira (Keyserling, 1891)
- Tmesiphantes mirim Fabiano-da-Silva, Guadanucci & DaSilva, 2015
- Tmesiphantes mutquina (Perafán & Pérez-Miles, 2014)
- Tmesiphantes nordestinus Fabiano-da-Silva, Guadanucci & DaSilva, 2019
- Tmesiphantes nubilus Simon, 1892
- Tmesiphantes obesus (Simon, 1892)
- Tmesiphantes perp Guadanucci & Silva, 2012
- Tmesiphantes raulseixasi Fabiano-da-Silva, Guadanucci & DaSilva, 2019
- Tmesiphantes riopretano Guadanucci & Silva, 2012
- Tmesiphantes uru (Perafán & Pérez-Miles, 2014)
- Tmesiphantes yupanqui (Perafán & Pérez-Miles, 2014)

## Systématique et taxinomie
Ce genre a été décrit par Simon en 1892 dans les Aviculariidae.
Magulla et Melloleitaoina ont été placés en synonymie par Fabiano-da-Silva, Guadanucci et DaSilva en 2019.

## Publication originale
- Simon, 1892 : « Études arachnologiques. 24e Mémoire. XXXIX. Descriptions d'espèces et de genres nouveaux de la famille des Aviculariidae (suite). » Annales de la Société Entomologique de France, vol. 61, p. 271-284 (texte intégral).